# Rachel Bootsma
Rachel Bootsma (Minneapolis (Minnesota), 15 december 1993) is een Amerikaanse voormalige zwemster. Ze vertegenwoordigde haar vaderland op de Olympische Zomerspelen 2012 in Londen.

## Carrière
Bij haar internationale debuut, op de Pan Pacific kampioenschappen zwemmen 2010 in Irvine, veroverde Bootsma de bronzen medaille op de 50 meter rugslag, ze moest deze medaille echter wel delen met de Nieuw-Zeelandse Emily Thomas en de Braziliaanse Fabíola Molina. Op de andere afstanden waarop ze aan de start kwam werd ze uitgeschakeld in de series.
Op de Pan-Amerikaanse Spelen 2011 in Guadalajara sleepte de Amerikaanse de gouden medaille in de wacht op de 100 meter rugslag. Op de 4x100 meter wisselslag legde ze samen met Annie Chandler, Claire Donahue en Amanda Kendall beslag op de gouden medaille.
Tijdens de US Olympic Trials 2012 in Omaha eindigde Bootsma als tweede op de 100 meter rugslag en plaatste ze zich, ten koste van onder andere olympisch kampioene Natalie Coughlin, voor de Olympische Zomerspelen van 2012 in Londen. In Londen werd ze uitgeschakeld in de halve finales van de 100 meter rugslag. Samen met Breeja Larson, Claire Donahue en Jessica Hardy zwom ze in de series van de 4x100 meter wisselslag, in de finale veroverden Missy Franklin, Rebecca Soni, Dana Vollmer en Allison Schmitt de gouden medaille. Vanwege haar deelname aan de series mocht ook Bootsma de gouden medaille in ontvangst nemen.

## Internationale toernooien
| Jaar | Olympische Spelen                                                   | WK langebaan   | WK kortebaan  | PanPacs                                                                    | Pan-Ams                          |
| ---- | ------------------------------------------------------------------- | -------------- | ------------- | -------------------------------------------------------------------------- | -------------------------------- |
| 2010 |                                                                     |                | geen deelname | 30e 50m vrije slag · 50m rugslag · 18e 100m rugslag · 20e 100m vlinderslag |                                  |
| 2011 |                                                                     | geen deelname  |               |                                                                            | 100m rugslag · 4x100m wisselslag |
| 2012 | 11e 100m rugslag · 4x100m wisselslag · Bootsma zwom enkel de series |                | geen deelname |                                                                            |                                  |
| 2013 |                                                                     | 7e 50m rugslag |               |                                                                            |                                  |
| 2014 |                                                                     |                | geen deelname | 26e 50m vrije slag 7e 100m rugslag 18e 100m vlinderslag                    |                                  |
| 2015 |                                                                     | geen deelname  |               |                                                                            | geen deelname                    |

## Persoonlijke records

### Kortebaan
| Afstand      | Tijd  | Datum            | Plaats    |
| ------------ | ----- | ---------------- | --------- |
| 50m rugslag  | 27,20 | 14 november 2009 | Berlijn   |
| 100m rugslag | 58,26 | 11 november 2009 | Stockholm |

### Langebaan
| Afstand      | Tijd  | Datum        | Plaats       |
| ------------ | ----- | ------------ | ------------ |
| 50m rugslag  | 27,68 | 27 juni 2013 | Indianapolis |
| 100m rugslag | 59,10 | 26 juni 2012 | Omaha        |